# Leutes
Leutes is een gehucht in de gemeente Buren in de Nederlandse provincie Gelderland. Leutes ligt even ten westen van de plaats Kesteren, tussen de N320 en de Spoorlijn Elst - Dordrecht.
Leutes wordt meestal, net als het nabijgelegen Aalst, als onderdeel van het dorp Lienden gezien. Voor de adressering worden straatnamen in Leutes normalerwijze tot Lienden gerekend. In de indeling van de gemeente Buren door het Centraal Bureau voor de Statistiek valt het ook onder Lienden. Het gebied wordt hier "Verspreide huizen Aalst Leutes polder Aalst" genoemd.
Leutes wordt gevormd door een driesprong, waar de Burgemeester Houtkoperweg en de Schaapsteeg van Lienden samenkomen met de Nedereindsestraat van Kesteren. Er vinden voornamelijk agrarische activiteiten plaats.
Hoofdplaats: Maurik

Stad: Buren

Dorpen: Asch · Beusichem · Buurmalsen (deels) · Eck en Wiel · Erichem · Ingen · Kapel-Avezaath (deels) · Kerk-Avezaath (deels) · Lienden · Ommeren · Ravenswaaij · Rijswijk · Zoelen · Zoelmond

Buurtschappen: Aalst · Bontemorgen · De Bosjes · Essebroek · Ganzert · De Heuvel · Hoog Kana · Hoogmeien · Klinkenberg · Leutes · Luchtenburg · Lutterveld · De Mars · Meerten · Meertenwei · Ommerenveld · Twee Sluizen · Zandberg · Zevenmorgen · Zwarte Paard

Gelderland: Steden en dorpen in Gelderland      Nederland: Provincies · Gemeenten